# المنظمة السويدية للتوعية الجنسية
المنظمة السويدية للتوعية الجنسية هي منظمة سويدية غير ربحية تعمل على تكوين الرأي العام حول الحقوق والصحة الجنسية والإنجابية وكذلك المعلومات والتوعية حيال الحياة الجنسية والعلاقات.
إحدى القضايا الأساسية لدى المنظمة هي الحق في الإجهاض الحر.
الأمين العام الحالي للمنظمة هي آنا كارين جونسون.
تأسست المنظمة في 24 من فبراير عام 1933 عن طريق إليس اوتسن جينسن، جونر إنغ وهانا لوندن.
كان اوتسن جينسن رئيس المنظمة منذ نشأتها حتى عام 1959، وأصبح مرتبطاً ارتباطاً قوياً بالمنظمة وبجريدتها التي سُميت بعد ذلك بـ اوتر.
المنظمة تعمل على المعلومات، التعليم والتوعية من خلال تنظيم الدورات، المؤتمرات والمناقشات. كذلك تتولى المنظمة عمل دولي مكثف مع منظمات مماثلة في بلدان أخرى. المنظمة السويدية للتوعية الجنسية هي الرابطة الوطنية السويدية للاتحاد الدولي لتنظيم الأسرة.
ار.اف.اس.يو هي الجهة المالكة لـ ار.اف.اس.يو ايه.بي، المالك السابق لـ أي.تي.ايه.سي ايه.بي، وتقوم ار.اف.اس.يو ايه.بي ببيع الواقيات الذكرية، المزحلقات، اختبارات الحمل والألعاب الجنسية.
أي.تي.ايه.سي هي مجموعة سويدية متعددة الجنسيات التي تطور المُصَنعين وتبيع المنتجات للأشخاص محدودي الحركة.
منذ عام 2011 أصبحت أي.تي.ايه.سي مملوكة بالكامل من قِبَل نوردستجرنان السويدية.